# Estrées-la-Campagne
Estrées-la-Campagne è un comune francese di 235 abitanti situato nel dipartimento del Calvados nella regione della Normandia.

## Società

### Evoluzione demografica
Abitanti censiti